# 伊藤まく
いとう まく（伊藤 まく、MAQ、MAQ ITO）は、日本のノイズミュージック・ミュージシャン、音楽プロデューサー、イベント・オーガナイザー。東京都出身。japanoise records主宰。

## 来歴
慶應義塾大学卒業。当時の同窓生には佐藤奈々子がいる。
鈴木慶一プロデュース「陽気な若き博物館員たち」にて、デュオ・CHILDRENとしてデビュー。
鈴木は当時彼らの音楽を「日本人でこんな歌聞いたことがない」と評した（音楽評論家・菅岳彦執筆。音楽雑誌「Steady」誌の「陽気な若き博物館員たち」発売記念特集記事より）。
同アルバムには、直枝政広、近藤達郎らが参加。いとうまくと近藤達郎は、CDデビュー以前に、同じバンドで活動した事がある。近藤はその後、金子マリとバックスバニーに参加。
メトロファルスのアルバムにおいて、白井良明が弾いたシタールは、いとうまくが所有していたものを貸し出したもの。
一方で日本のノイズミュージックシーンにおいても、NORDとして活動を行う。彼らはMerzbowと度々コラボレーションを行った。Merzbow、NORD、K.K.Null（当時Null）の集団ノイズ演奏と、アート集団・Bゼミの大規模インスタレーションアートとのコラボレーションも実施（横浜市民ギャラリー）。NORD（片山・いとう）とMerzbow（秋田・水谷）のコラボレーション音源は、秋田のZSFレーベルより「Merzbow with NORD」としてリリースされた。
伊藤まく在籍時のNORDの音源は「Electronic Initiation(Kinky Disc)」等（以下詳細）。
ソロ活動開始後は、小林嵯峨等の舞踏家や、灰野敬二、向井千恵、マジカル・パワー・マコ等とコラボレーションを行っている。
2008年には灰野敬二とユニット紗夢座を結成。渋谷のClubAsia-VUENOS、青山CAY（SPIRAL）他でライブを行った。
2011年「”Aoyama Noise” Live at Cay/伊藤まく,美川俊治,大友良英(Airplane Label)」発売。イベント・”Stoned Soul Picnic”を90回以上主主宰。東京の即興音楽家、ダンサー・パフォーマーを集めたジャパノイズ・オーケストラを主宰。座・高円寺、大さん橋ホール等で公演を行う。ソロのCD音源としては「Inner Trance Organ(ITO)（PSF、2016年）」リリース。

## ディスコグラフィー
- 「陽気な若き博物館員たち」(徳間ジャパン)・・・デュオ・CHILDRENとして参加
- 「Inner Trance Organ(ITO)／N.O.R.D」（PSF）
- 「Aoyama Noise Live at Cay／伊藤まく,美川俊治,大友良英」(Airplane Label)
- 「NORD／ Electronic Initiation」(Kinky Disc)
- 「NORD／ December Calling」(japanoise.records)
- 「Rats Meditation」(japanoise.records)
- 「Merzbow with NORD」(ZSF)
- 「NORD／Nord Live Materials」（Vanilla Records）
- 「Come Again Ⅱ」(VA.Silent Records,USA)

### プロデュース作品
- 「ユリシーズ／ひげ女」(NY録音)(japanoise.records)
- 「水晶の舟」」(japanoise.records)